# David Clodius

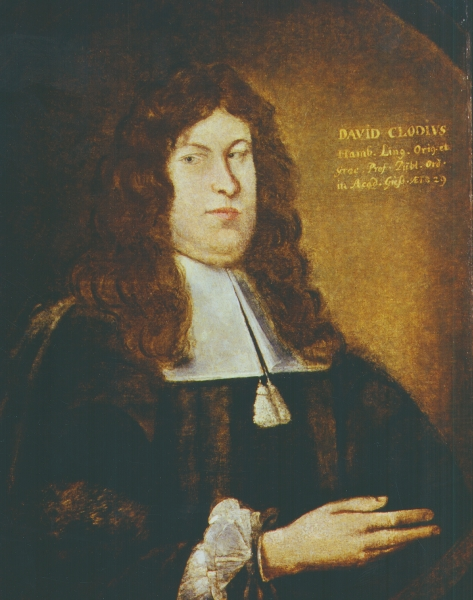
David Clodius

David Clodius (* 14. Mai 1644 in Hamburg; † 10. September 1687 in Gießen) war ein deutscher Orientalist und evangelisch-lutherischer Theologe.

## Leben
Geboren als Sohn des gleichnamigen Kaufmanns, erhielt er zunächst durch Privatlehrer seinen ersten Unterricht. Er besuchte nach dem Tod seines Vaters 1658 die Gelehrtenschule des Johanneums und 1661 das dort angeschlossene Gymnasium seiner Heimatstadt. So vorgebildet, bezog er 1665 die Universität Kiel und ging 1667 an die Universität Gießen. Im Anschluss an seine Studien, begab er sich auf eine damals übliche Gelehrtenreise, die ihn nach Holland, Belgien, England und Deutschland führte.
Über Wittenberg kehrte er 1669 nach Hamburg zurück, wo er Aufnahme als Kandidat des Ministeriums fand und man ihm im Folgejahr am 9. September als ordentlichen Professor der morgenländischen Sprachen nach Gießen berief. Nachdem er am 4. Januar 1671 die Professur angetreten hatte, übernahm er am 1. Juli 1675 eine außerordentliche Professur an der Theologischen Fakultät, promovierte am 16. April 1678 zum Doktor der Theologie und übernahm 1684 die Predigerstelle seines Schwiegervaters Johann Nikolaus Misler, an der Gießener Stadtkirche. Jedoch eine lange Wirksamkeit war ihm nicht beschert, da er bereits im Alter von 43 Jahren verstarb. Clodius beteiligte sich auch an den organisatorischen Aufgaben der Gießener Hochschule und war 1677 Rektor der Alma Mater.
Clodius hatte sich am 8. Juli 1672 mit Anna Elisabeth Misler (* März 1640 in Marburg) verheiratet.

## Werke
- De cherubinis, 1672
- De ritibus precandi veterum Ebraeorum. Resp. Andreas Baumann. Gießen, 1674, (Digitalisat)
- De pace ecclesiastica, 1674
- Biblia Testamenti Veteris: idiomate authentico expressa. Frankfurt am Main, 1677, (Digitalisat)
- De parallelismo Scriptuare Sacrae. Resp. Peter Christoph Scheibler. Gießen, 1678
- De synagogis Judaeorum, 1682
- Theses Hypothesibus Novae Criticae Toy P. Simon Oppositae. Resp. Philipp Daniel Goebel. Gießen, 1682, (Digitalisat)
- Pentathlon Philologikon, Sive Exercitatio Academica, Quinarium Thematum Philologicorum Sistens. Resp. Abraham Calov d. J. Gießen, 1682, (Digitalisat)
- Dissertatio Philo-Theologica, Qua Ex Hos. III. vers. 4.5. Disquiritur, An Speranda Supersit Insignis Quaedam Judaeorum Conversio? Resp. Eberhard Hamel. Gießen, 1683, (Digitalisat)
- De proselytis Ebraeorum, 1683
- Brevis Disquisitio De Existentia Philosophiae Antediluvianae Eiusque Propagatione. Resp. Nicolaus Bergius. Gießen, 1684, (Digitalisat)
- De prophetia et prophetis. Resp. Johann Christian Geier. Gießen, 1685, (Digitalisat)
- Sive De Messia Sedente ad dextram Dei Dissertatio Philo-Theologica. Resp. Heinrich Muhlius. Gießen, 1687